# Koralionastetales
Koralionastetales é uma ordem de fungos marinhos da classe Sordariomycetes.